# Fotosensibilidad (humanos, animales y tecnología)
La fotosensibilidad es la cantidad a la que un objeto reacciona sobre los fotones que recibe, especialmente la luz visible. En medicina el término es principalmente usado para reacciones anormales de la piel, y dos tipos se distinguen, fotoalergia y fototoxicidad. Las células ganglionares fotosensibles en el ojo de los mamíferos son una clase separada de células detectoras de luz de la células fotorreceptoras que funcionan en la visión.

## Reacciones en la piel

### Medicina humana
La sensibilidad de la piel a una fuente de luz puede tomar varias formas. Las personas con tipos de piel en particular son más sensibles a las quemaduras solares. Medicamentos particulares hacen que la piel sea más sensible a la luz solar; estos incluyen a la mayoría de los antibióticos de tetraciclina, drogas de corazón amiodarona y sulfonamidas. Condiciones particulares conducen a una mayor sensibilidad a la luz. Los pacientes con la experiencia de síntomas de lupus eritematoso sistémico de la piel después de la exposición al sol; algunos tipos de porfiria se ven agravados por la luz solar. Una condición rara hederitaria xerodermia pigmentosa (un defecto en la reparación del ADN) se cree que aumenta el riesgo de cáncer relacionado con la exposición de luz UV al aumentar la fotosensibilidad.

### Medicina veterinaria
La fotosensibilidad se produce en múltiples especies incluyendo ovejas, bovinos y caballos. La fotosensibilización es clasificada como principal si se ingiere una planta que contenga una sustancia fotosensible como la hipericina en la hierba de San Juan, el envenenamiento en el ganado ovino, o plantas de trigo sarraceno (verdes o secas) en los caballos. En fotosensibilización hepatogenous, la sustancia fotosensibilizante es phylloerythrin, un producto final del metabolismo normal de la clorofila. Se acumula en el cuerpo debido a daños en el hígado, reacciona con en la piel por la luz UV y conduce a la formación de radicales libres. Estos radicales libres dañan la piel, lo que conduce a la ulceración, necrosis y desprendimiento. La piel no pigmentada es más comúnmente afectada.

## Electrónica
Algunos dispositivos electrónicos, tales como los fotodiodos y los dispositivos de carga acoplada, están diseñadas para ser sensibles a la luz. Están construidos para aprovechar el efecto fotoeléctrico, la emisión de electrones de la materia sobre la absorción de la radiación electromagnética. Cuando la luz (una forma de radiación electromagnética) incide sobre la superficie activa de un dispositivo de este tipo, la corriente eléctrica fluye a través de una carga eléctrica almacenada en el dispositivo, la cual aumentará o disminuirá en proporción a la intensidad y la longitud de onda de la luz, aunque hay un límite superior a la cantidad de electrones liberados contra el aumento de la intensidad de la luz; esto sale de la mecánica cuántica. Este rasgo permite que el dispositivo lleve a cabo la regulación y la detección de funciones de muchos tipos. Por ejemplo, un circuito fotoresistor puede sentir la luz ambiental para encender una lámpara de calle al atardecer. Las cámaras digitales utilizan un conjunto de fotodiodos cuya sensibilidad extrema a la luz les permite convertir los fotones entrantes en cargas eléctricas variadas con gran precisión. Las cargas variables son entonces codificadas en un archivo binario que puede ser almacenada y más tarde poder ser vista en una pantalla de ordenador u otro medio.

## Interpretación en la química
Los productos químicos que son fotosensibles pueden sufrir reacciones químicas cuando son expuestos a la luz. Estos productos químicos, tales como el peróxido de hidrógeno y muchos medicamentos recetados, se almacenan en contenedores polarizados u opacos hasta que sean necesarios para evitar la fotodegradación. Los dispositivos que son fotosensibles incluyen la retina humana y a la película fotográfica; sus materiales fotosensibles se someten a una reacción química cuando se ven afectados por la luz.
Sustancias típicas que son fotosensibles son sales de metales alcalinos y haluros de plata.